# Capparis xanthophylla
Capparis xanthophylla är en kaprisväxtart som beskrevs av Coll. och Hemsl. Capparis xanthophylla ingår i släktet Capparis och familjen kaprisväxter. Inga underarter finns listade i Catalogue of Life.